# Razak Boukari
Abdoul-Razak "Razak" Boukari (25 de abril de 1987) é um futebolista profissional togolês que atua como atacante.

## Carreira
Razak Boukari representou o elenco da Seleção Togolesa de Futebol no Campeonato Africano das Nações de 2017.